# Gmina Brodnica (Powiat Śremski)
Die Gmina Brodnica ist eine Landgemeinde im Powiat Śremski der Woiwodschaft Großpolen in Polen. Ihr Sitz ist das gleichnamige Dorf (deutsch Brodnica, 1939–1943 Hochkirch, 1943–1945 Brodenkirch) mit etwa 800 Einwohnern.

## Gliederung
Zur Landgemeinde Brodnica gehören folgende Ortschaften (deutsche Namen bis 1945):
| - Boreczek (Vorwerk Boreczek, 1943–1945 Wäldchen) - Brodnica (Brodnica, 1939–1943 Hochkirch, 1943–1945 Brodenkirch) - Brodniczka (Brodnica Hauland, 1943–1945 Hirschdorfhauland) - Chaławy (Chalawy, 1943–1945 Schwarzaue) - Esterpole (Esterpole, 1943–1945 Elstern) - Górka (Gorka, 1943–1945 Hügel) - Grabianowo (Grabianowo, 1943–1945 Grabfeld) - Grzybno (Grzybno, 1943–1945 Grünwerder) - Iłówiec (Nitsche) - Iłówiec Wielki (Ilowiec) - Jaszkowo (Jaszkowo, 1943–1945 Wehrhof) - Kopyta (Kopyta, 1943–1945 Petersdorf) | - Ludwikowo (Ludwigsdorf) - Manieczki (Manieczki, 1943–1945 Manshof) - Ogieniowo (Vorwerk Eugenienhof) - Piotrowo (Piotrowo, 1943–1945 Neumecklenburg) - Przylepki (Przylepki, 1943–1945 Ehningsen) - Rogaczewo - Sucharzewo (Sucharzewo, 1943–1945 Dürrdorf) - Sulejewo (Sulejewo, 1943–1945 Neuhof) - Szołdry (Szoldry, 1943–1945 Scholdern) - Tworzykowo (Tworzykowo, 1943–1945 Torse) - Żabno (Zabno, 1943–1945 Hirschdorf) - Żurawiec |

## Persönlichkeiten
- Józef Wybicki (* 1747; † 1822 in Manieczki), polnischer Politiker und Dichter der heutigen Nationalhymne.